# مورچه‌خوار درختی اروپایی
مورچه‌خوار درختی اروپایی (نام علمی: Eurotamandua joresi) نام یک گونه از کلاد نارام‌زیان است.
مورچه‌خوار درختی اروپایی از قدیمی‌ترین مورچه‌خوارهای کشف‌شده است و آن را از تک‌سنگواره‌ی کامل اسکلتش می‌شناسیم. در آغاز، این جانور را از خویشاوندان مورچه‌خوارهای درختیِ آمریکای مرکزی و جنوبی می‌دانستند. اما پژوهش‌های تازه نشان داده‌اند که مهره‌های ویژه‌کار مورچه‌خوارها و خویشاوندانشان، یعنی تنبل‌ها و آرمادیلوها، در مورچه‌خوار درختی اروپایی وجود نداشته‌اند.
شاید این جانور از خویشاوندان پولک‌پوست امروزی -جانوری که در آفریقا و آسیا زندگی می‌کند- بوده باشد. مورچه‌خوار درختی اروپایی بی‌دندان بود و مورچه‌ها و موریانه‌ها را با زبان درازش به درون دهانش می‌کشید. این جانور از چنگال‌های بزرگ پاهای پیشین خود برای در هم شکستن آشیانه‌ی حشرات استفاده می‌کرد و، مثل مورچه‌خوارهای درختی امروزی، دمی دراز و منعطف داشت که با آن شاخه‌ها را می‌گرفت.